# アンドレイ・ジダーノフ
アンドレイ・アレクサンドロヴィチ・ジダーノフ（ロシア語: Андре́й Алекса́ндрович Жда́нов, ラテン文字表記の例Andrei Aleksandrovich Zhdanov, 1896年2月26日(ユリウス暦：2月14日) - 1948年8月31日）は、ソビエト連邦の政治家。スターリン体制の一翼を担い、前衛芸術批判（いわゆる「ジダーノフ批判」）を行ったことで知られる。

## 生涯
1896年2月26日、ロシア帝国領ウクライナのマリウポリに生まれる。1915年にロシア共産党（ボリシェヴィキ）に入党し、ロシア革命に参加する。ソ連共産党の党官僚として党の階梯を登り、1934年、第17回ソ連共産党大会において党中央委員会書記に選出された。同年12月、レオニード・ニコラエフによって暗殺されたセルゲイ・キーロフの後任としてレニングラード党委員会書記に就任し、同市の共産党組織の指導に当たる。1939年にはソ連共産党政治局員としてスターリンの独裁体制の一翼を担った。それに先立つ1934年第一回作家同盟大会で芸術上の社会主義リアリズムを強く提唱した。
第二次世界大戦（独ソ戦）では、レニングラード攻防戦の指揮を取り、ドイツ軍に包囲されたレニングラードの防衛に努力した。ナチス軍によるレニングラードの包囲が破られたあとの1945年1月には、モスクワでの中央委員の仕事に専念するためにレニングラード党書記を解任され、彼はスターリンに次ぐ権力を握る。戦後、スターリン主義に基づく文化政策・文芸整風の中心的な指導者として、1946年以降、詩人のアンナ・アフマートワを手始めに文化人や知識人に対して抑圧政策を主導した。また東西間で緊張が高まると、ジダーノフは、冷戦期におけるイデオローグの一人として、1947年ヨーロッパ各国の共産党の調整を目的にコミンフォルムを組織した。
しかし、当初コミンフォルムに属していたユーゴスラビアはソ連の支配に対して反発した。ジダーノフはコミンフォルムの大会で演説し、ユーゴスラビアを「テロリスト国家」と激しく非難した。結果として、ユーゴスラビアはコミンフォルムを除名されている。
一時期は、スターリンの有力な後継者の一人として脚光を浴びていたが、1948年8月31日、モスクワで急死した。その死には、スターリンが関与しているとも言われるが定かではない。ジダーノフは、抑圧的な文化政策の実行者としての一面を持つ一方、共産党とソ連の民主化に関心を示していたとも言われる。死の直後にレニングラード事件が「発覚」し、レニングラードに根拠をおく党幹部は悉く粛清された。

## 人物
1919年に生まれた息子のユーリー・ジダーノフは独ソ戦に従軍したのち、1948年にモスクワ大学で博士号を取得した。父の死後の1949年にはスターリンの娘であるスヴェトラーナ・アリルーエワと結婚し、1950年には娘のエカテリーナが生まれたが、その後まもなく離婚した。ユーリーは1953年にロストフ大学の教授となり、以後は有機化学の研究によりソ連科学アカデミー会員になるなどの業績を残して、ソビエト連邦の崩壊後の2006年に死去した。
生誕地のマリウポリは、ジダーノフの名称を冠したが、1989年に元のマリウポリの名称に戻った。